# Stefan Sommer (Manager, 1963)

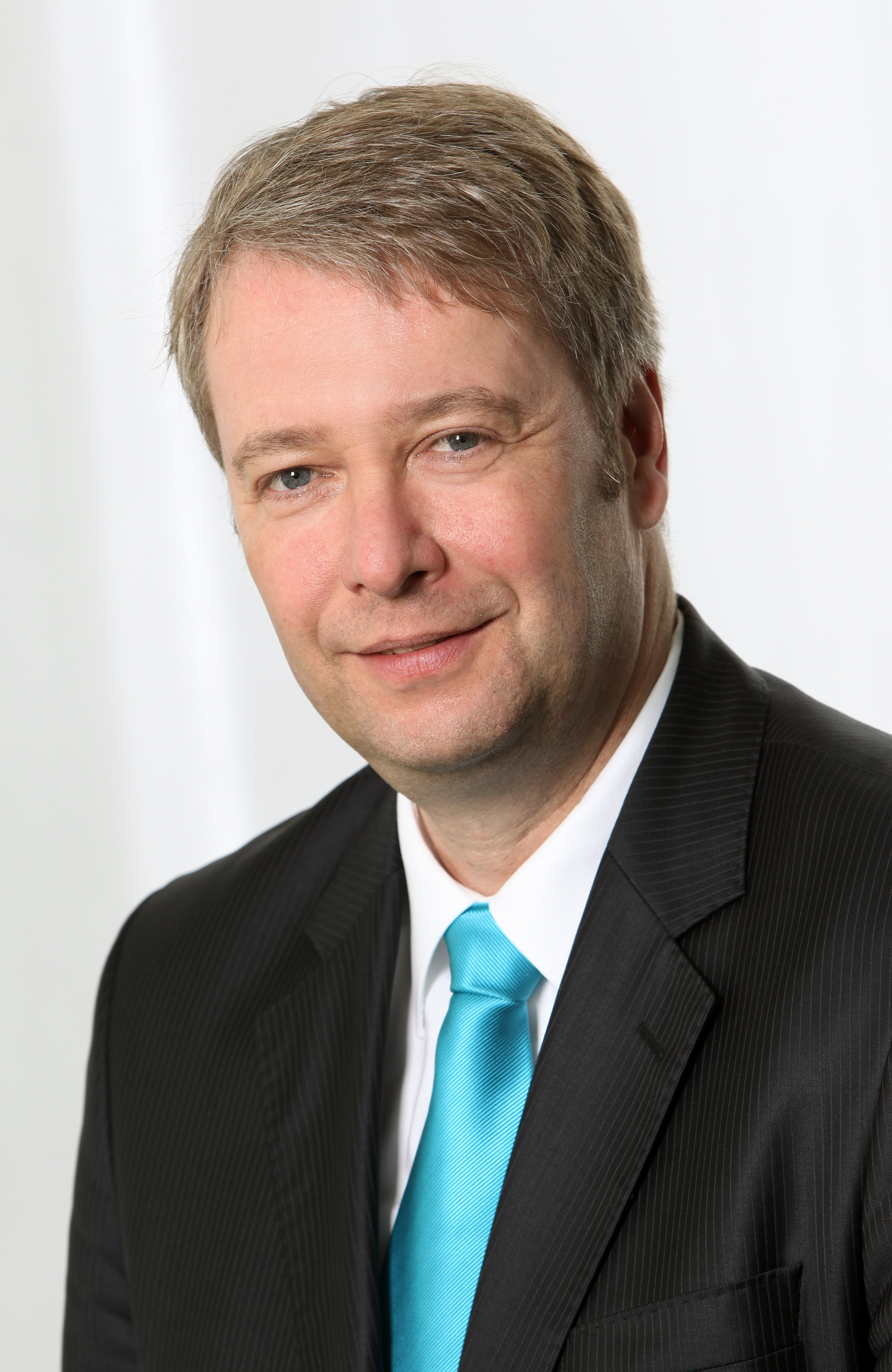
Stefan Sommer (2012)

Stefan Sommer (* 7. Januar 1963 in Münster) ist ein deutscher Manager. Er ist ehemaliger Konzernvorstand für das Ressort Komponenten und Beschaffung bei der Volkswagen AG und ehemaliger Vorstandsvorsitzender der ZF Friedrichshafen AG.

## Leben
Stefan Sommer studierte Maschinenbau mit Schwerpunkt Automatisierung an der Ruhr-Universität Bochum. Er wurde am Lehrstuhl für Regelungs- und Steuerungstechnik der Ruhr-Universität Bochum zum Dr.-Ing. promoviert. 1994 begann er seine berufliche Tätigkeit bei der ITT Automotive Group Europe GmbH in Frankfurt am Main als Entwicklungsingenieur. Drei Jahre später wechselte er zu Continental Automotive Systems nach Hannover als Director Electronics & Sensor Development.
Nach mehreren beruflichen Stationen innerhalb des Continental-Konzerns, zuletzt als Senior Vice President EBS Customer Center, wechselte Sommer 2008 zur ZF Sachs AG in Schweinfurt als Mitglied des Vorstands, Bereich Fahrwerk. Der Aufsichtsrat des ZF-Sachs-Mutterkonzerns, ZF Friedrichshafen AG, berief Sommer 2010 in den Konzernvorstand nach Friedrichshafen, wo er die Verantwortung für das Ressort Materialwirtschaft übernahm. Ab dem 1. Januar 2012 wurde er außerdem stellvertretender Vorstandsvorsitzender und designierter Nachfolger des damaligen Vorstandsvorsitzenden Hans-Georg Härter. Am 1. Mai 2012 folgte er Härter auf den Posten des Vorstandsvorsitzenden. Sein Vertrag wurde 2016 verlängert. Ende 2017 trat Sommer von seinem Posten zurück.
Im Machtkampf um die Zukunft der ZF Friedrichshafen AG setzte sich Oberbürgermeister Andreas Brand gegen Sommer sowie den Aufsichtsratsvorsitzenden Giorgio Behr durch. Sommer und Behr hatten mehrfach versucht, den Stiftungsbetrieb gegen den Willen des Eigentümers, der Zeppelin-Stiftung und der Stadt Friedrichshafen an die Börse zu bringen. Brand und die hinter ihm stehenden Gremien (Gemeinderat, Aufsichtsrat und Zeppelin-Stiftung) entließen Sommer nach zahlreichen Versuchen Sommers und Behrs, Oberbürgermeister, Gemeinderat und Stiftungsrat von ihrem Programm zu überzeugen und bestätigten mehrfach öffentlich das Festhalten an der Unternehmensform Stiftung.
Sommers Strategie bei ZF war es, den Konzern ergänzende Marktsegmente dazuzukaufen, das Geschäft mit Lkw-Bremsen sollte erschlossen werden. Deshalb begann Sommer sich für das Kerngeschäft von Knorr-Bremse zu interessieren. Das Unternehmen ist der weltweit führende Hersteller von Bremssystemen für Schienen- und Nutzfahrzeuge. In diesem Zusammenhang rückte auch 2016 der schwedische Bremsenhersteller Haldex in das Blickfeld Sommers. Der Münchner Zulieferer Knorr überbot ZF, später scheiterte die Übernahme an Kartellauflagen. Sommer versuchte durch die Übernahme des zweitgrößten Bremsenspezialisten Wabco, zum Ziel zu kommen. Den Stiftungseigentümern im ZF-Aufsichtsrat war die Übernahme (acht Milliarden Euro) zu teuer – und zu riskant. Sommers Nachfolger Wolf-Henning Scheider durfte den Plan zwei Jahre später umsetzen und Wabco übernehmen.
Vom 1. Januar 2019 bis 30. Juni 2020 bei Volkswagen AG. Im Juli 2018 gab VW bekannt, dass Sommer spätestens mit Wirkung zum 1. Januar 2019 für das Ressort Beschaffung in den Vorstand bestellt wird. Er folgte auf den langjährigen Einkaufsvorstand Francisco Javier Garcia Sanz, der den Konzern im April 2018 auf eigenen Wunsch verlassen hatte. Am 8. Juni 2020 gab die Volkswagen AG bekannt, dass Sommer den Konzern zum 30. Juni 2020 auf eigenen Wunsch verlassen wird. Sommer verzichtet freiwillig auf Millionen-Gehalt.
Seit Februar 2021 ist Sommer im Aufsichtsrat bei Knorr-Bremse. Er besetzt den frei gewordenen Platz des im Februar 2021 verstorbenen Firmenpatriarchs Heinz Hermann Thiele im Aufsichtsrat von Knorr-Bremse. Dessen Position als stellvertretender Aufsichtsratschef übernahm seit März 2021 der Deutsche-Börse-Chef Theodor Weimer.